# يان بولينج
يان بولينج (بالإنجليزية: Ian Bowling)‏ هو لاعب كرة قدم بريطاني، ولد في 27 يوليو 1965 في شفيلد في المملكة المتحدة. لعب مع برادفورد سيتي ولينكولن سيتي أف سي ونادي ستاليبريدج سيلتيك ونادي كيترينغ تاون ونادي مانسفيلد تاون ونادي هارتلبول يونايتد.

## وصلات خارجية
- يان بولينج على موقع قاعدة بيانات كرة القدم.إي يو (الإنجليزية)
- يان بولينج على موقع Soccerbase.com (لاعب) (الإنجليزية)